# Рукопис Мура
Руко́пис Му́ра, манускри́пт Му́ра або му́рівський Бе́да (англ. Moore Bede) — найстаріший рукопис історичної праці Беди Преподобного «Церковна історія народу англів» (переписаний, ймовірно, в 730-і роки), обсягом 128 пергаментних аркушів. Зберігається в Кембриджській університетській бібліотеці, шифр MS Kk.5.16.

## Історія
Рукопис є найранішою копією «Історії» Беди. Імовірно, його переписано в його рідному монастирі Святих Петра і Павла (Джарроу — Вірмут) невдовзі після смерті автора. Судячи з уривчастих хронологічних нотаток (Memoranda) на останній сторінці, рукопис, напевно, переписано 737 року. Припускають, що Алкуїн привіз рукопис до Франції, де він тривалий час і залишався в зібраннях. Між 1697—1702 роками рукопис придбав Джон Мур, архієпископом Ілая. До цього рукопис зберігався в соборі Сен-Жюльєн у Ле-Мані (зберігся екслібрис). 1715 року бібліотеку Мура купив за 6450 фунтів (910 000 фунтів у цінах 2015 року) король Георг I і подарував Кембриджському університету.

## Текстуальні особливості
Весь текст на 128 аркушах переписала одна людина, кількість рядків на сторінці від 30 до 33. Формат аркуша 293×215 мм, поле з текстом 250×189 мм. Текст переписано довгими рядками в одну колонку без поділу на слова. Ініціали глав іноді відзначено червоними цятками; ілюмінації та орнаментації немає. Основа шрифту — острівний мінускул, але з елементами скоропису. На сторінці 24r для папського послання використано унціал, що є непрямим доказом того, що Беда намагався повністю скопіювати доступні йому письмові джерела: тип шрифту відбиває використовуваний у папській канцелярії VII століття. Писець працював недбало і припустився багатьох орфографічних помилок.
Після закінчення тексту «Історії» переписувач додав шість рядків тексту з коротким описом подій 731—734 років, так звані «Аннали Мура». Там містяться відомості про скинення і насильницьке постриження короля Кеолвульфа, якому присвячено працю Беди, а також про втечу єпископа Акка — одного з головних покровителів Беди, натхненника багатьох його книг. Остання датована подія в рукописі — місячне затемнення 30 січня 734 року.

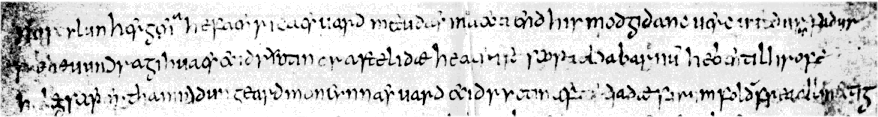
Гімн Кедмона з рукопису Мура (аркуш 128v)

На останній сторінці 128v, гострим мінускулом переписано гімн Кедмона на нортумбрійському діалекті (перші три рядки та посвята). Далі йде список королів Нортумбрії від Іди (547 року) до Кеолвульфа. Деякі події датовано відліком «тому» від 737 року («заснування обителі у Вірмуті — 63 роки тому»). Підставою для датування рукопису є те, що ці розрахунки переписані тією ж рукою, що й основний текст. Хоча ці обчислення є непрямими, палеографічно рукопис надійно датується першою половиною VIII ст. Тексти частини сторінки, що залишилася, переписані каролінгським мінускулом. Бернгард Бішоф вважав, що він дуже схожий на використаний у придворному скрипторії Карла Великого близько 800 року. Цим почерком переписано витяг із «Етимологій» Ісидора Севільського (термінологія спорідненості) та частину булли Григорія II про заборону шлюбу родичів. Очевидно, ці додавання зроблено як коментар до Libellus Responsionum, повністю відтвореної в 27-му розділі першої книги «Історії». Малозрозумілі місця в рукописі часто виправлено каролінгськими переписувачами, переважно це розшифровка нестандартних лігатур. Для коментування пропусків у тексті двічі використано тіронову стенографію.